# Heinz Hornig
Heinz Hornig (Gelsenkirchen, 1937. szeptember 28. –) világbajnoki ezüstérmes nyugatnémet válogatott német labdarúgó, csatár, edző.

## Pályafutása

### Klubcsapatban
Az Eintracht Gelsenkirchen csapatában kezdte a labdarúgást. 1958–59 a Schalke 04 színiben lett profi labdarúgó. 1959 és 1962 között a Rot-Weiß Essen játékosa volt. 1962-ben igazolt az 1. FC Kölnhez ahhoz pályafutása jelentős részét töltötte. Tagja volt az 1963–64-es idényben bajnok és az 1968-ban nyugatnémet kupa-győztes csapatnak. 1970 és 1973 között a belga Daring Club Molenbeek labdarúgója volt. Az utolsó két idényben játékos-edző pozícióban. 1973-ban vonult vissza az aktív labdarúgástól.

### A válogatottban
1965 és 1966 között hét alkalommal szerepelt a nyugatnémet válogatottban. Tagja volt az 1966-os világbajnoki ezüstérmes csapatnak Angliában, de pályára nem lépett.

## Sikerei, díjai
NSZK
- Világbajnokság
  - ezüstérmes: 1966, Anglia

 1. FC Köln
- Nyugatnémet bajnokság (Bundesliga)
  - bajnok: 1963–64
  - 2.: 1964–65
- Nyugatnémet kupa (DFB-Pokal)
  - győztes: 1968
  - döntős: 1970